# Schermen op de Olympische Zomerspelen 2012
Schermen is een van de sporten die beoefend werden op de Olympische Zomerspelen 2012 in Londen. De wedstrijden werden gehouden van 28 juli tot en met 5 augustus in het ExCeL Centre.
Het IOC beperkte het aantal deelnemers tot 212 atleten. Zowel bij de mannen als de vrouwen namen 106 deelnemers deel, waarbij het gastland Groot-Brittannië gegarandeerd acht plaatsen (m/v) kreeg toebedeeld.
Tevens beperkte het IOC het aantal onderdelen tot tien van de twaalf. Via een roulatiesysteem vallen (sinds 2008) telkens twee teamonderdelen af. Deze editie ontbraken degen voor mannenteams en sabel voor vrouwenteams, die eerder op het jaar werden geschermd op de wereldkampioenschappen.

## Kalender
Legenda: Blauw = rechtstreekse uitschakeling en finales
| Onderdeel          | 28      | 29     | 30      | 31     | 1       | 2       | 3      | 4       | 5      | Totaal |
| ------------------ | ------- | ------ | ------- | ------ | ------- | ------- | ------ | ------- | ------ | ------ |
| Degen individueel  |         |        | Vrouwen |        | Mannen  |         |        |         |        | 2      |
| Degen team         |         |        |         |        |         |         |        | Vrouwen |        | 1      |
| Floret individueel | Vrouwen |        |         | Mannen |         |         |        |         |        | 2      |
| Floret team        |         |        |         |        |         | Vrouwen |        |         | Mannen | 2      |
| Sabel individueel  |         | Mannen |         |        | Vrouwen |         |        |         |        | 2      |
| Sabel team         |         |        |         |        |         |         | Mannen |         |        | 1      |
| Totaal             | 1       | 1      | 1       | 1      | 2       | 1       | 1      | 1       | 1      | 10     |

## Medailles

### Mannen
| Onderdeel   | Goud | Goud                                                           | Zilver | Zilver                                                                 | Brons | Brons                                                             |
| ----------- | ---- | -------------------------------------------------------------- | ------ | ---------------------------------------------------------------------- | ----- | ----------------------------------------------------------------- |
| Degen       | VEN  | Rubén Limardo                                                  | NOR    | Bartosz Piasecki                                                       | KOR   | Jung Jin-sun                                                      |
| Floret      | CHN  | Lei Sheng                                                      | EGY    | Alaaeldin Abouelkassem                                                 | KOR   | Choi Byung-chul                                                   |
| Floret team | ITA  | Valerio Aspromonte Giorgio Avola Andrea Baldini Andrea Cassara | JPN    | Suguru Awaji Kenta Chida Ryo Miyake Yuki Ota                           | GER   | Sebastian Bachmann Peter Joppich Benjamin Kleibrink Andre Wessels |
| Sabel       | HUN  | Áron Szilágyi                                                  | ITA    | Diego Occhiuzzi                                                        | RUS   | Nikolaj Kovaljov                                                  |
| Sabel team  | KOR  | Gu Bon-gil Kim Jung-hwan Oh Eun-seok Won Woo-young             | ROU    | Tiberiu Dolniceanu Rares Dumitrescu Alexandru Siriţeanu Florin Zalomir | ITA   | Aldo Montano Diego Occhiuzzi Luigi Samele Luigi Tarantino         |

### Vrouwen
| Onderdeel   | Goud | Goud                                                                 | Zilver | Zilver                                                                     | Brons | Brons                                                     |
| ----------- | ---- | -------------------------------------------------------------------- | ------ | -------------------------------------------------------------------------- | ----- | --------------------------------------------------------- |
| Degen       | UKR  | Jana Sjemjakina                                                      | GER    | Britta Heidemann                                                           | CHN   | Sun Yujie                                                 |
| Degen team  | CHN  | Li Na Luo Xiaojuan Sun Yujie Xu Anqi                                 | KOR    | Choi Eun-sook Choi In-jeong Jung Hyo-jung Shin A-lam                       | USA   | Courtney Hurley Kelley Hurley Maya Lawrence Susie Scanlan |
| Floret      | ITA  | Elisa Di Francisca                                                   | ITA    | Arianna Errigo                                                             | ITA   | Valentina Vezzali                                         |
| Floret team | ITA  | Arianna Errigo Elisa Di Francisca Ilaria Salvatori Valentina Vezzali | RUS    | Inna Deriglazova Kamilla Gafoerzianova Larissa Korobejnikova Aida Sjanaeva | KOR   | Jeon Hee-sook Jung Gil-ok Nam Hyun-hee Oh Ha-na           |
| Sabel       | KOR  | Kim Ji-yeon                                                          | RUS    | Sofja Velikaja                                                             | UKR   | Olga Charlan                                              |

### Medaillespiegel
| Plaats | Land             | NOC    | Goud | Zilver | Brons | Totaal |
| ------ | ---------------- | ------ | ---- | ------ | ----- | ------ |
| 1      | Italië           | ITA    | 3    | 2      | 2     | 7      |
| 2      | Zuid-Korea       | KOR    | 2    | 1      | 3     | 6      |
| 3      | China            | CHN    | 2    | 0      | 1     | 3      |
| 4      | Oekraïne         | UKR    | 1    | 0      | 1     | 2      |
| 5      | Hongarije        | HUN    | 1    | 0      | 0     | 1      |
| 5      | Venezuela        | VEN    | 1    | 0      | 0     | 1      |
| 7      | Rusland          | RUS    | 0    | 2      | 1     | 3      |
| 8      | Duitsland        | GER    | 0    | 1      | 1     | 2      |
| 9      | Egypte           | EGY    | 0    | 1      | 0     | 1      |
| 9      | Noorwegen        | NOR    | 0    | 1      | 0     | 1      |
| 9      | Roemenië         | ROU    | 0    | 1      | 0     | 1      |
| 9      | Japan            | JPN    | 0    | 1      | 0     | 1      |
| 13     | Verenigde Staten | USA    | 0    | 0      | 1     | 1      |
| Totaal | Totaal           | Totaal | 10   | 10     | 10    | 30     |